# 20570 Molchan
20570 Molchan è un asteroide della fascia principale. Scoperto nel 1999, presenta un'orbita caratterizzata da un semiasse maggiore pari a 2,3094504 UA e da un'eccentricità di 0,1098265, inclinata di 5,99206° rispetto all'eclittica.